# Dennis Hoey
Pour les articles homonymes, voir Hoey (homonymie).

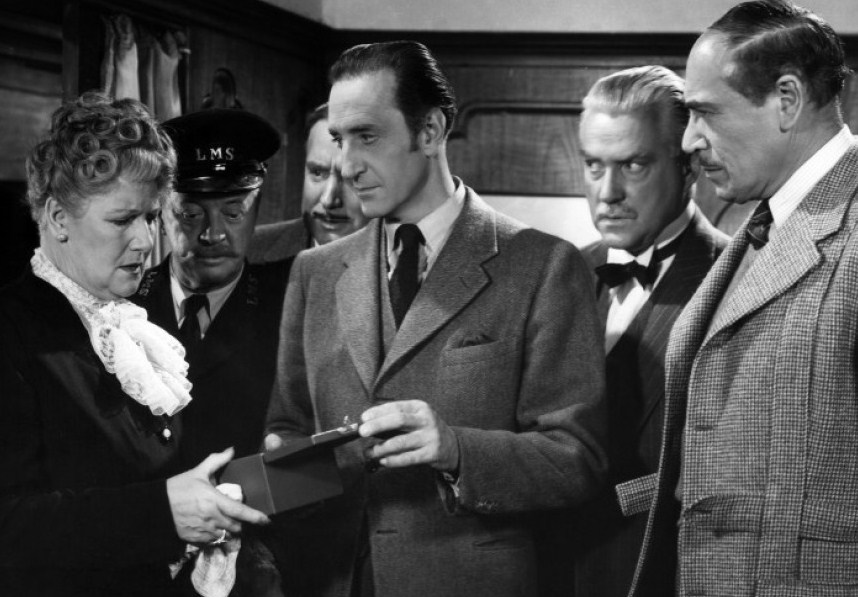
De g. à d. : Mary Forbes, Billy Bevan, Alan Mowbray (caché), Basil Rathbone, Nigel Bruce et Dennis Hoey, dans Le Train de la mort (1946)

Dennis Hoey est un acteur et dramaturge anglais, de son vrai nom Samuel David Hyams, né le 30 mars 1893 à Londres (Angleterre, Royaume-Uni), mort le 25 juillet 1960 à Palm Beach (Floride, États-Unis).

## Biographie
Il débute au théâtre dans son pays natal, sous le pseudonyme de Dennis Hoey. Au cinéma, il tient son premier rôle à l'occasion d'un film muet sorti en 1927. Jusqu'en 1939, il collabore à vingt-trois films britanniques, à la version anglaise (sortie en 1933) du film français Baroud (1932), et à un film australien (Uncivilised en 1936). De cette première période, citons également Le Juif Süss (1934, avec Conrad Veidt et Benita Hume).
En raison de la guerre, il émigre en 1940 aux États-Unis, où il s'installe définitivement. Il contribue alors à quarante-deux films américains, de 1941 (Un Yankee dans la RAF) à 1952 (Le Trésor des Caraïbes et Capitaine sans loi), année où il se retire.
En particulier, il est connu pour avoir personnifié l'inspecteur Lestrade, dans six films (1943-1946) d'une série cinématographique consacrée à Sherlock Holmes, avec Basil Rathbone dans le rôle du détective et Nigel Bruce dans celui du docteur Watson (son premier étant Sherlock Holmes et l'Arme secrète). Parmi les autres films notables de sa seconde période, mentionnons Les Clés du royaume (1944, avec Gregory Peck et Thomas Mitchell), Jeanne d'Arc (1948, avec Ingrid Bergman dans le rôle-titre), ou encore David et Bethsabée (1951, avec Gregory Peck et Susan Hayward).
Aux États-Unis toujours, Dennis Hoey joue au théâtre à Broadway (New York) dès 1924 (dans la pièce Hassan, mise en scène par son compatriote Basil Dean et d'abord représentée à Londres). Sur les planches new-yorkaises, jusqu'en 1951, il participe en tout à neuf pièces (dont The Haven en 1946, écrite par lui), ainsi qu'à une opérette (Katja en 1926-1927, elle aussi d'abord jouée à Londres) et une comédie musicale (Virginia en 1937). Un de ses rôles notables au théâtre est celui de M. Rochester dans Jane Eyre (1936-1937, en tournée aux États-Unis), adaptation du roman éponyme de Charlotte Brontë, avec Katharine Hepburn dans le rôle-titre.
En fin de carrière, pour la télévision, il collabore à cinq séries (dont trois consacrées au théâtre), de 1950 à 1952. Notons que peu avant son départ pour les États-Unis, il avait déjà participé à un téléfilm britannique, diffusé en 1939.

## Filmographie partielle
Au cinéma

### Période britannique
Films britanniques, sauf mention contraire
- 1927 : Tiptoes d'Herbert Wilcox
- 1931 : Tell England d'Anthony Asquith et Geoffrey Barkas
- 1933 : Baroud de Rex Ingram et Alice Terry (film français, version anglaise alternative de Baroud, sorti en 1932)
- 1933 : Le Juif errant (The Wandering Jew) de Maurice Elvey
- 1933 : The Good Companions de Victor Saville
- 1934 : Lily of Killarney de Maurice Elvey
- 1934 : Chu Chin Chow de Walter Forde
- 1934 : I Spy (en) d'Allan Dwan
- 1934 : Le Juif Süss (Jew Süss) de Lothar Mendes
- 1935 : Honeymoon for Three de Léo Mittler
- 1935 : The Tunnel de Maurice Elvey
- 1935 : The Mystery of the Mary Celeste de Denison Clift
- 1935 : Brewster's Millions (en) de Thornton Freeland
- 1935 : Marin Marten, or the Murder in the Red Barn de Milton Rosmer
- 1936 : Uncivilised de Charles Chauvel (film australien)

### Période américaine
- 1941 : Un Yankee dans la RAF (A Yank in the R.A.F.) d'Henry King
- 1941 : Qu'elle était verte ma vallée (How Green was my Valley) de John Ford (scènes coupées au montage)
- 1941 : Confirm or Deny d'Archie Mayo et Fritz Lang
- 1942 : Le Chevalier de la vengeance (Son of Fury : The Story of Benjamin Blake) de John Cromwell
- 1942 : Âmes rebelles (This Above All) d'Anatole Litvak
- 1942 : Cairo de W. S. Van Dyke
- 1942 : Sherlock Holmes et l'Arme secrète (Sherlock Holmes and the Secret Weapon) de Roy William Neill
- 1943 : Et la vie recommence (Forever and a Day) d'Edmund Goulding, Cedric Hardwicke & al.
- 1943 : Frankenstein rencontre le loup-garou (Frankenstein meets the Wolf Man) de Roy William Neill
- 1943 : They Came to Blow Up America (en) d'Edward Ludwig
- 1943 : Bomber's Moon d'Edward Ludwig et Harold D. Schuster
- 1943 : Échec à la mort (Sherlock Holmes faces Death) de Roy William Neill
- 1944 : La Femme aux araignées (Spider Woman) de Roy William Neill
- 1944 : Saboteur sans gloire (Uncertain Glory) de Raoul Walsh
- 1944 : La Perle des Borgia (The Pearl of Death) de Roy William Neill
- 1944 : Le Grand National (National Velvet) de Clarence Brown
- 1944 : Les Clés du royaume (The Keys of the Kingdom) de John M. Stahl
- 1945 : La Maison de la peur (The House of Fear) de Roy William Neill
- 1945 : Aladin et la lampe merveilleuse (A Thousand and One Nights) d'Alfred E. Green
- 1945 : La Duchesse des bas-fonds (Kitty) de Mitchell Leisen
- 1946 : Tarzan et la Femme léopard (Tarzan and the Leopard Man) de Kurt Neumann
- 1946 : Le Train de la mort (Terror by Night) de Roy William Neill
- 1946 : She-Wolf of London de Jean Yarbrough
- 1946 : Anna et le Roi de Siam (Anna and the King of Siam) de John Cromwell
- 1946 : Roll on Texas Moon (en) de William Witney
- 1946 : Le Démon de la chair (The Strange Woman) d'Edgar G. Ulmer
- 1947 : Second Chance de James Tinling
- 1947 : La Fière Créole (The Foxes of Harrow) de John M. Stahl
- 1947 : À vos ordres ma générale (Where There's Life) de Sidney Lanfield
- 1947 : Les Anneaux d'or (Golden Earrings) de Mitchell Leisen
- 1947 : Rendez-vous de Noël (Christmas Eve) d'Edwin L. Marin
- 1947 : Quand vient l'hiver (If Winter comes) de Victor Saville
- 1948 : L'Impitoyable (Ruthless) d'Edgar George Ulmer
- 1948 : Le Réveil de la sorcière rouge (Wake of the Red Witch) d'Edward Ludwig
- 1948 : Jeanne d'Arc (Joan of Arc) de Victor Fleming
- 1949 : J'ai épousé un hors-la-loi (Bad Men of Tombstone) de Kurt Neumann
- 1949 : Le Jardin secret (The Secret Garden) de Fred M. Wilcox
- 1950 : Le Kid du Texas (The Kid from Texas) de Kurt Neumann
- 1951 : David et Bethsabée (David and Bathsheba) d'Henry King
- 1952 : Le Trésor des Caraïbes (Caribbean) d'Edward Ludwig
- 1952 : Capitaine sans loi (Plymouth Adventure) de Clarence Brown

## Théâtre (sélection)
Pièces jouées à Broadway, comme interprète, sauf mention contraire ou complémentaire
- 1923 : Katinka, opérette, musique de Rudolf Friml, livret d'Otto Harbach (à Londres)
- 1924 : Hassan de James Elroy Flecker, mise en scène de Basil Dean, musique de scène de Frederick Delius, avec Mary Nash, Violet Kemble-Cooper
- 1926-1927 : Katja, opérette, musique de Jean Gilbert, lyrics d'Harry Graham, livret de Frederick Lonsdale (d'abord représentée à Londres en 1925)
- 1936 : Green Waters de Max Catto, avec Denis O'Dea
- 1936-1937 : Jane Eyre, d'après le roman éponyme de Charlotte Brontë, adaptation d'Helen Jerome, avec Katharine Hepburn (en tournée aux États-Unis)
- 1937 : Virginia, comédie musicale, musique d'Arthur Schwartz, lyrics d'Albert Stillman, livret de Laurence Stallings et Owen Davis, costumes d'Irene Sharaff, avec Mona Barrie, Nigel Bruce, Gene Lockhart
- 1938 : Empress of Destiny de Jessica Lee et Joseph Lee Walsh, avec Elissa Landi
- 1938 : The Circle de William Somerset Maugham, mise en scène de Bretaigne Windust, avec Tallulah Bankhead
- 1938 : Lorelei de (et mise en scène par) Jacques Deval, avec Philip Merivale
- 1940 : The Burning Deck d'Andrew Rosenthal
- 1942 : Heart of a City de Lesley Storm, avec Romney Brent, Margot Grahame
- 1946 : The Haven, d'après Anthony Gilbert, avec Melville Cooper, Dennis King (+ auteur)
- 1951 : Getting Married de George Bernard Shaw, avec Barbara Britton, Arthur Treacher, Peggy Wood